# Forgotten Sunrise
Forgotten Sunrise é uma banda estoniana de rock industrial formada em 1992 na cidade de Tallinn.

## Integrantes

### Membros atuais
- Anders Melts - vocal e programming
- Gerty Villo - teclado e vocal feminino
- Pavel - guitarra

### Ex-membros
- Andrey Voinov - baixo
- Evestus - bateria
- George - teclado
- Ginger-Lizzy - instrumentos eletrônicos
- Jan Talts - baixo
- Keijo Koppel - guitarra
- Kusti - guitarra
- Meelis Looveer - programming
- Renno Süvaoja - guitarra
- Riivo Torstenberg - baixo
- Tarvo Valm - bateria
- Tiux - teclado e vocal feminino

## Discografia
Álbuns de estúdio
- 2004: Ru:mipu:dus
- 2007: Willand
- 2013: Cretinism

EP
- 1994: Forever Sleeping Greystones
- 1999: Forgotten Sunrise
- 2000: a.Nimal f.Lesh - Looma Liha

Demos
- 1993: Behind The Abysmal Sky

Singles
- 2003: Ple:se Disco-Nnect Me
- 2005: Never(k)now

- 2007: Different Knots of Ropelove